# Bladskärarmyror

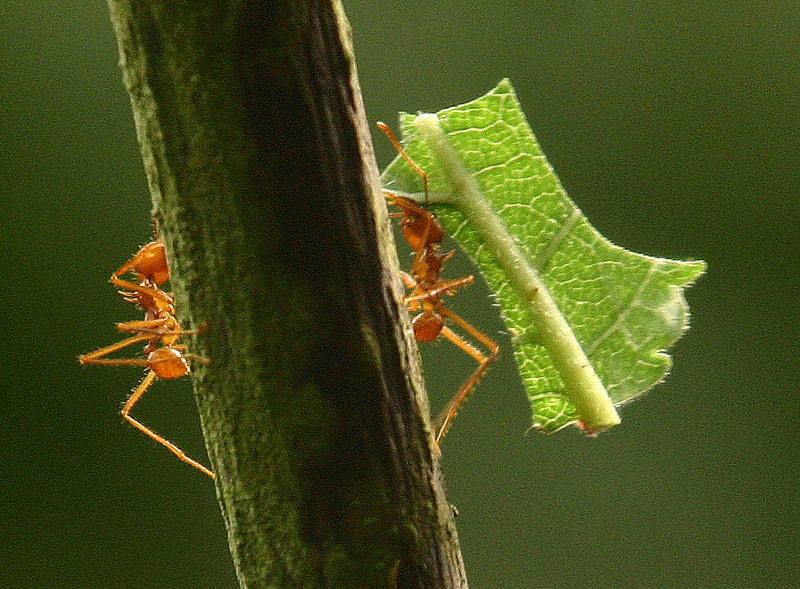
Två bladskärarmyror.

Bladskärarmyror betecknar arter av släktena Atta och Acromyrmex i underfamiljen ettermyror men de utgör ingen systematisk grupp. Myrorna finns i Amerika och samlar in bladdelar som de använder för att föda upp svampar som de sedan äter.

## Utbredning och utseende
Bladskärarmyrorna förekommer i Amerikas tropiska och subtropiska delar, norrut ända till Louisiana och Texas samt söderut till Patagonien. Det som framförallt utmärker arbetarna av hithörande arter är huvudets oproportionerliga storlek och hjärtlika form, som står i samband med en kolossal utveckling av muskulaturen för de kraftiga käkarna. Starka tornar på huvud och thorax bidrar också till att ge hithörande myror ett kännetecknande utseende.

## Levnadssätt
Namnet "bladskärande" syftar på arternas vana att med sina starka käkar skära större eller mindre stycken ur trädens blad, tills bara de grövre bladnerverna återstå. De avskurna styckena bärs av myrorna till boet. Genom sitt väldiga antal blev de bladskärande myrorna mycket förödande för jordbruket i deras utbredningsområde.

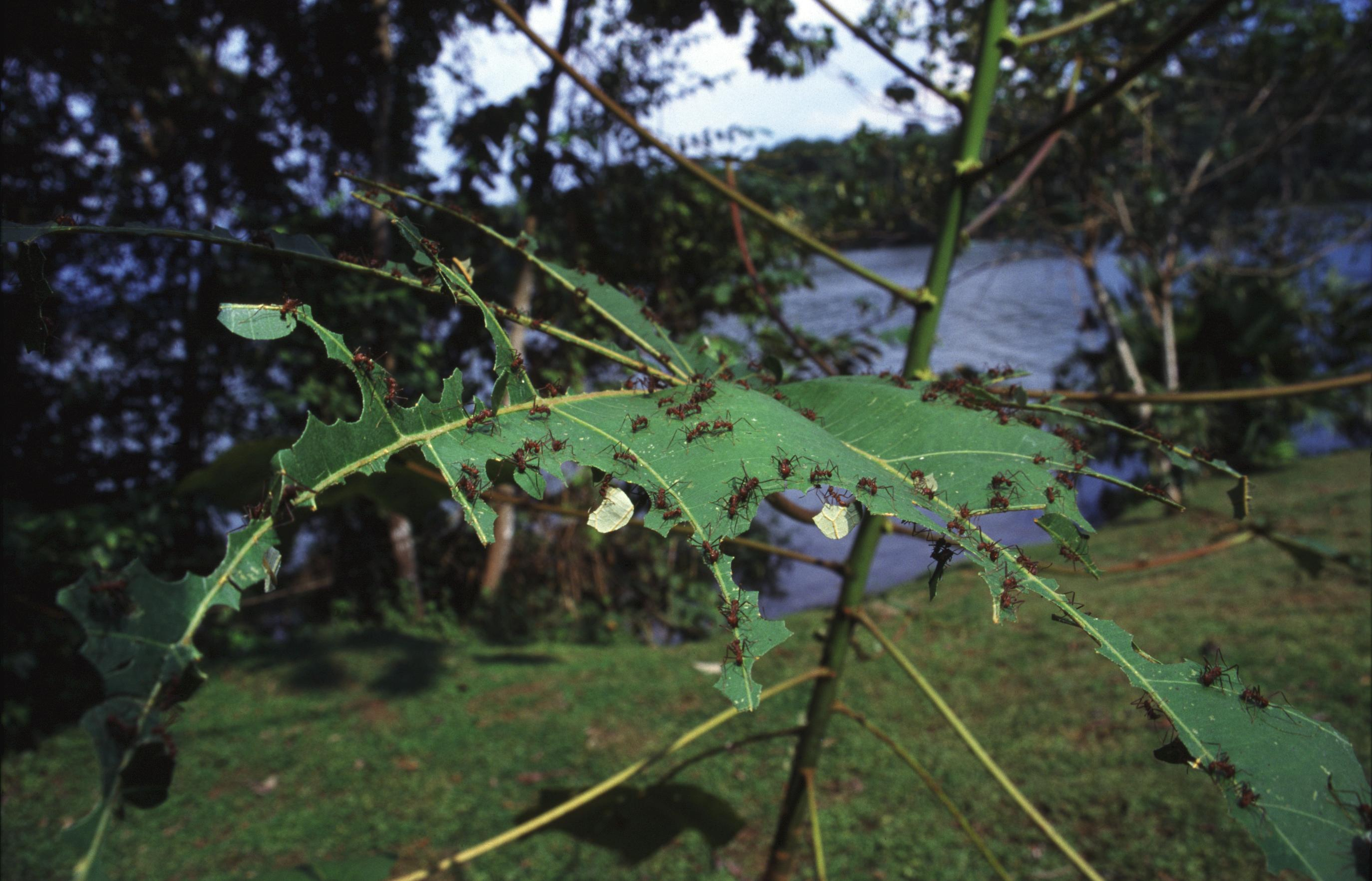
Arbetare förstör bladen på ett träd.

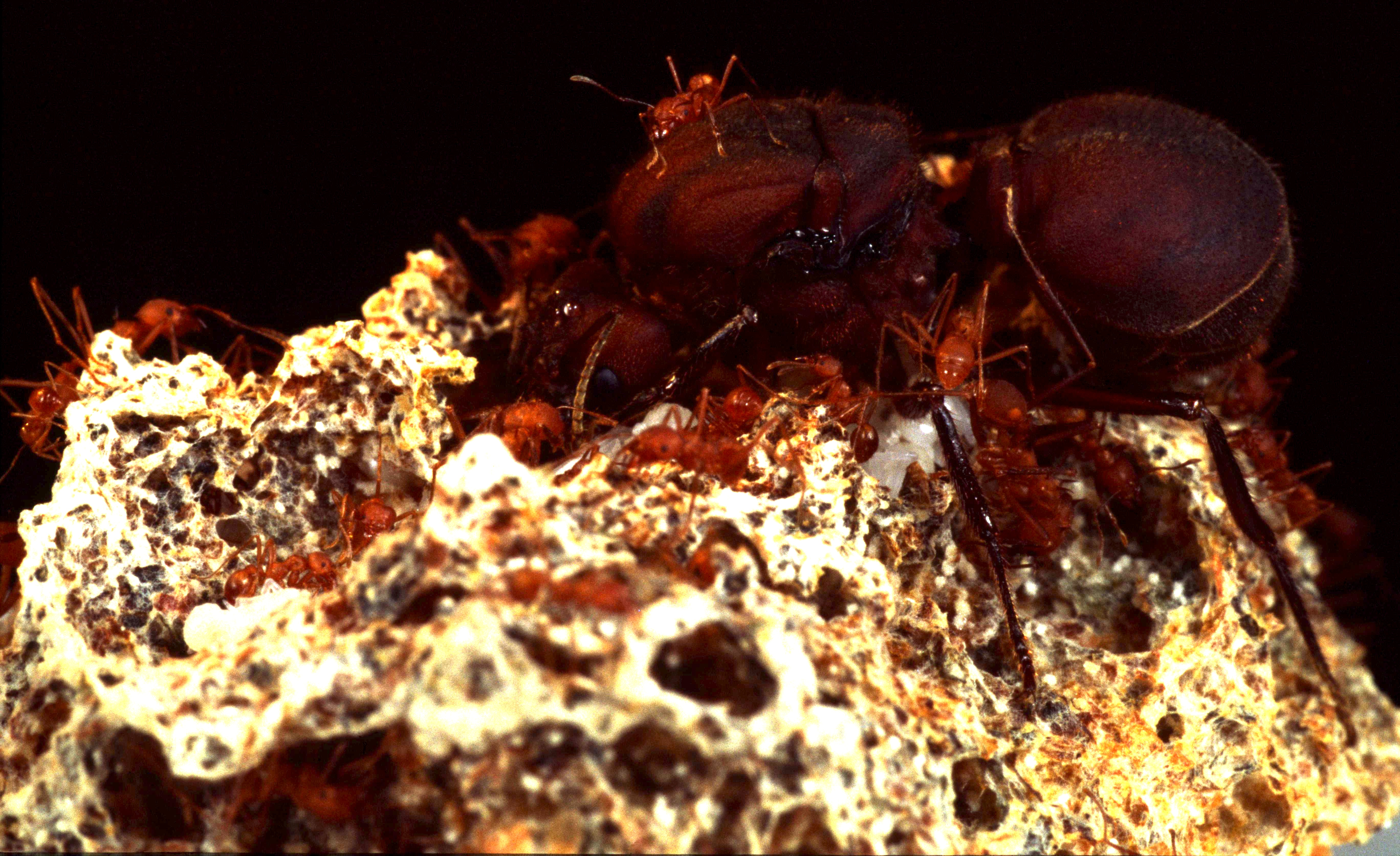
Drottning och arbetare på svampsubstrat.

Kort efter bladskärarmyrornas upptäckt framställdes flera gissningar rörande användningen av de avskurna bladbitarna. Thomas Belt upptäckte 1874 att de kring boets ingångar hopade bladmassorna vid sin dekomposition gynnar utvecklingen av en liten svamp som tillhör familjen Agaricaceae och som av myrorna används till föda. Denna teori fick 1893 en fullständig bekräftelse genom den tyske botanisten Alfred Möllers i Brasilien anställda undersökningar. Möller fann, att de hemförda bladstyckena av myrorna med käkar och fötter bearbetas till små mjuka bollar, vilka sammanfogas, så att därigenom i boets inre uppstår en lucker massa, till utseendet erinrande om en grovporig badsvamp. Denna massa genomvävs tätt av vita svamptrådar, vilka på ytan visar kolvlika ansvällningar, här och där sammanhopade till kålrabbiliknande gyttringar. 
Vid varje skada på boet tar myrorna omsorgsfullt hand om varje fragment av sin "svampträdgård" för att återställa den i dess förra skick, och vid sina flyttningar medföra de den till den nya bostaden. De gamla redan utsugna delarna av svampträdgården avlägsnas ur boet för att ersättas av nya bladmassor, i vilka svamptrådarna redan efter några timmars förlopp inträngt. Det tycks, som om de kålrabbiliknande bildningarna skulle vara konstprodukter, framkallade därigenom att myrorna ständigt hindra svampmyceliets vidare utveckling, för om myrorna avlägsnas utvecklar det sig till ett mögelliknande luftmycelium, av vilket till sist såsom slutstadium framgår en skivsvamp.

## Naturliga fiender
En del i Brasilien inhemska träd erbjuder bostäder eller näring eller bägge dessa fördelar, till andra myrarter, som för träden är oskadliga och som utgör en skyddsvakt mot bladskärarmyror. Mest bekant är det symbiotiska förhållande, som utbildat sig mellan några av Brasiliens mest karakteristiska träd av släktet Cecropia, och små myror av släktet Azteca, vilka alltid tar sina bostäder i de övre, genom tvärväggar åtskilda delarna av den ihåliga stammen. Nämnda Cecropia-arter avsöndrar på undre sidan av bladskaften ett slags påfallande, insektäggsliknande små kroppar, "müllerska kroppar" (efter deras upptäckare Fritz Müller, egentligen Johann Friedrich Theodor Müller), vilka är rika på fett och protein och av Azteca-myrorna användas till föda. I de ytterst sällsynta fall, då inga Azteca-myror tagit sin bostad i trädet, skövlas detta regelbundet av bladskärande myror. Försöker dessa däremot bestiga ett av Azteca-myror bebott träd, jagas de genast bort av de senare.